# 太陽曰く燃えよカオス
「太陽曰く燃えよカオス」（たいよういわくもえよカオス）は、後ろから這いより隊Gの楽曲。同ユニット1枚目のシングルとして2012年5月23日にDIVE II entertainmentから発売された。
4D-Pianoでもカバーされた。

## 音楽性
表題曲「太陽曰く燃えよカオス」は、ニャル子（阿澄佳奈）、クー子（松来未祐）、暮井珠緒（大坪由佳）の3人からなるユニット、後ろから這いより隊Gによって、カップリング曲「黒鋼のストライバー」は、八坂真尋（喜多村英梨）と余市健彦（羽多野渉）からなるユニット、後ろから這いより隊Bによって歌われている。「太陽曰く燃えよカオス」は、テレビアニメ『這いよれ! ニャル子さん』のオープニングテーマとして、「黒鋼のストライバー」は、同作品の劇中劇黒鋼のストライバーの主題歌として使用されている。
曲は、ドイツのグループ・Genghis Khan（ジンギスカン）の楽曲である「Dschinghis Khan（ジンギスカン）」をイメージして作られている。阿澄曰く「邪神感を味わえるカオスな感じの楽曲」で、中毒性があるという。また、松来によれば歌詞はクトゥルー神話的な内容になっているとのこと。
hotexpressの平賀哲雄は、「展開は激しいのだが、その声が脱力系なもんだから、ふわふわした心地のままはしゃげる新型パーティーチューンだ。」と評した。
manzoは、「僕みたいなJijyからすると今回の「這いよれ！〜」は、広告理念の則った反復性、30年来のディスコサウンド、と、非常にオーセンティックで、伝統芸能の組み合わせの妙と見えて、嬉しくなってしまいました。僕が小さい頃から親しんできたそれらが、現代でもかようにメタモルフォーゼして今の若い人達に愛されているというのも、業界の片隅でやっている僕にも、ひとかどの勇気となるのです。」と評した。
「うー!にゃー!」のフレーズは楽曲を聞いたことがなくてもこのフレーズのみならば聞いた事があるという反響ぶりで、「うー!にゃー!」をAA化した(」・ω・)」うー!(/・ω・)/にゃー!がネット上にて大流行し、2012年度ネット流行語大賞銀賞（2位）を受賞した。

## シングルリリース
CD+DVD、CDの2種リリースで、前者には2種類のオープニングのプロモーション映像及びノンテロップオープニング、キャラクター紹介映像等が収録されたDVDが同梱されている。ジャケットではニャル子、クー子、暮井珠緒がジャンプしている様子がキャラクターデザイナー滝山真哲により描かれている。
2012年6月4日付オリコン週間シングルチャートで7位を獲得。初動売上は2.5万枚を記録した。

## 収録内容
| #         | タイトル                               | 作詞      | 作曲              | 編曲               | 時間  |
| --------- | -------------------------------------- | --------- | ----------------- | ------------------ | ----- |
| 1.        | 「太陽曰く燃えよカオス」               | 畑亜貴    | 田中秀和 (MONACA) | 田中秀和           | 3:53  |
| 2.        | 「黒鋼のストライバー」                 | 藤林聖子  | 岡部啓一 (MONACA) | 永谷喬夫・岡部啓一 | 3:50  |
| 3.        | 「太陽曰く燃えよカオス」(Instrumental) |           |                   |                    | 3:53  |
| 4.        | 「黒鋼のストライバー」(Instrumental)   |           |                   |                    | 3:48  |
| 合計時間: | 合計時間:                              | 合計時間: | 合計時間:         | 合計時間:          | 15:24 |

| #  | タイトル                                    | 作詞 | 作曲・編曲 |
| -- | ------------------------------------------- | ---- | ---------- |
| 1. | 「ノンテロップオープニング映像」            |      |            |
| 2. | 「プロモーション映像」(OP ver TYPE A)       |      |            |
| 3. | 「プロモーション映像」(OP ver TYPE B)       |      |            |
| 4. | 「キャラクター紹介映像」                    |      |            |
| 5. | 「太陽曰く燃えよカオス CM映像」(15sec ver.) |      |            |
| 6. | 「太陽曰く燃えよカオス CM映像」(30sec ver.) |      |            |

## 参加ミュージシャン
- 後藤貴徳 - ギター (#1)
- 佐々木史郎 - トランペット (#1)
- 河合わかば - トロンボーン (#1)
- 鈴木明男 - テナーサックス (#1)
- 永谷喬夫 - ギター (#2)

## チャート
| チャート（2013年）                | 最高位 |
| --------------------------------- | ------ |
| オリコン                          | 7      |
| オリコン月間                      | 19     |
| Billboard JAPAN HOT 100           | 10     |
| Billboard JAPAN Hot Singles Sales | 7      |
| Billboard JAPAN Hot Animation     | 1      |
| サウンドスキャン                  | 10     |

## 受賞
2012年10月、第17回アニメーション神戸賞主題歌賞（ラジオ関西賞）を受賞。選評の中でラジオ関西『青春ラジメニア』パーソナリティの岩崎和夫は、「アニソンの良さの一つに、口ずさめ、唄ってアニメを思い出し、その時代を思い出すというのがある。この「どれだけ頭に残るか」という点が大事になってきているように感じる。ラジメニアで曲を流すと、その日家に帰って思わず唄ってしまう曲で、うー、にゃー、と何度口にしたことか。メロディーもさることながら、畑亜貴さんの詩が受賞の原動力といっても間違いない、脳内魅惑曲」と評している。
2019年3月1日には、ソニー・ミュージックエンタテインメントのアニメソング人気投票キャンペーン「平成アニソン大賞」において作詞賞（2010年 - 2019年）に選出された。

## カバー
- 畑亜貴 - アルバム「AKI HATA ANISON COVERS」に収録。
- 松下唯 - アルバム「スクールガール・アンセム〜学園アニソン集」に収録。
- 岡本未夕（高木美佑） - テレビアニメ『Wake Up, Girls!』第2話劇中歌[注 1]。
- 福原香織とRAB - アルバム「売れたい！」に収録。
- 鈴木このみ - シングル「This game」初回限定盤に収録。
- ハロー、ハッピーワールド!［弦巻こころ（伊藤美来）］ - ゲーム『バンドリ! ガールズバンドパーティ!』に収録（2018年5月31日追加[18]）。